# Chondrostoma scodrense
Chondrostoma scodrense is een uitgestorven straalvinnige vissensoort uit de familie van de eigenlijke karpers (Cyprinidae). De wetenschappelijke naam van de soort is voor het eerst geldig gepubliceerd in 1987 door Elvira.